# كودو (سرقسطة)
بلدية كودو (بالإسبانية: Codo) هي بلدية تقع في مقاطعة سرقسطة التابعة لمنطقة أراغون شمال شرق إسبانيا.

## الديموغرافيا
بلغ عدد سكان بلدية كودو 213 نسمة عام 2011 (وفقاً للمعهد الوطني الإسباني للإحصاء).
| 299 | 277 | 259 | 224 | 227 | 212 | 213 |